# Hypomolis aldaba
Hypomolis aldaba är en fjärilsart som beskrevs av Paul Dognin 1894. Hypomolis aldaba ingår i släktet Hypomolis och familjen björnspinnare. Inga underarter finns listade i Catalogue of Life.